# Roman Abramovici
Roman Arkadievici Abramovici (rusă Рома́н Арка́дьевич Абрамо́вич, pronunțat [rʌˈman ʌrˈkadʲɪvʲɪtʃ ʌbrɐˈmovʲɪtʃ], n. 24 octombrie 1966, Saratov, RSFS Rusă, URSS)  este un om de afaceri rus cu cetățenie israeliană. Este fostul patron al echipei de fotbal din Anglia Chelsea FC.
Abramovici este actual al 11-lea cel mai bogat om din Rusia și al 113-lea din lume conform listei Forbes cu o avere estimată la 12.9 miliarde $ în 2019.
Până în iulie 2008 a fost guvernator al districtului autonom Ciukotka, o regiune slab populată situată în nord-estul Rusiei, aproape de Alaska.

## Biografie
S-a născut într-o familie de evrei.
De mic copil a rămas orfan de ambii părinți și a fost crescut de un unchi din Uhta, apoi de alt unchi din Moscova.
Intră la Institutul de Petrol și Gaze din capitala rusă, pe care îl abandonează pentru a lansa în afaceri.
Reușește abia în 2000 să obțină diploma de absolvire a Academiei din Moscova.
Lucrând ca agent de vânzări, grație interesului pentru piața financiară, reușește să se îmbogățească și îl cunoaște pe Boris Berezovski.
Un moment important în cariera sa îl constituie preluarea acțiunilor deținute de Berezovski, ajungând să dețină părți importante din Sibneft, Rusal și Aeroflot.
În prezent, este unul dintre cei mai bogați oameni din lume, deținând cel mai mare iaht din lume, un Boeing 767 și clubul de fotbal Chelsea.

## Viața personală
Abramovici a fost căsătorit de trei ori. Prima soție - Olga Lîsova (născută în 1963 sau 1964), originară din orașul Astrahan; a doua soție este Irina Abramovici (Malandina, 1967), fostă stewardesă. Abramovici are cinci copii din căsătoria cu Irina: Anna (30 ianuarie 1992), Arcadi (14 septembrie 1993), Sofia (3 aprilie 1995), Arina (2001) și Ilia (18 februarie 2003). Abramovici a divorțat de Irina în martie 2007 la Chukotka, la locul de înregistrare. Potrivit secretarului de presă al guvernatorului regiunii autonome Chukotka, foștii soți au convenit asupra împărțirii proprietății și cu cine vor rămâne cei cinci copii. A treia soție a lui Abramovici este designerul Daria Jukova (născută în 1981). Abramovici are doi copii din această căsătorie: un fiu Aaron Alexander (5 decembrie 2009) și o fiică Leia Abramovici (8 aprilie 2013). În august 2017, cuplul și-a anunțat despărțirea.

## Gardă personală
Potrivit informațiilor oferite de The Sunday Times, garda personală a lui Roman Abramovici în Marea Britanie constituie aproximativ 20 de specialiști în securitate. Cu un număr similar este însoțit în călătorii fie cu iahtul, fie în străinătate sau în Rusia.